# Tionitronio

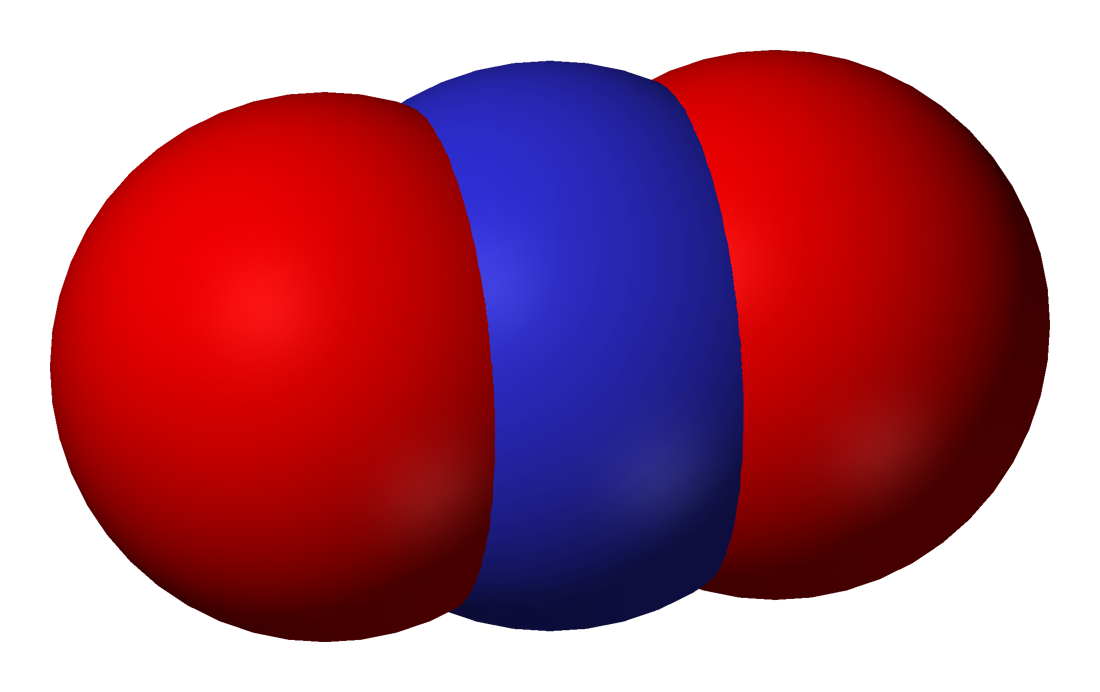
Lo ione ditionitronio ha geometria lineare come lo ione nitronio (in figura) ma ha due atomi di zolfo al posto degli ossigeni.

Il ditionitronio, nome sistematico: bis(solfaniliden)azanio, detto a volte anche ditionitroile o anche tionitronio, è un catione molecolare lineare dell'azoto pentavalente con lo zolfo, avente formula chimica NS2+ o anche, in formula semistrutturale, [S=N=S]+, da cui sivede l'analogia con lo ione nitronio  [O=N=O]+, del quale il ditionitronio è isoelettronico di valenza.
La corrispondente specie neutra è il radicale libero (NS2)•, isoelettronico con il biossido di azoto; la corrispondente specie anionica è lo ione ditionitrito [S=N−S−  ↔  −S−N=S], isoelettronico con lo ione nitrito.
Si tratta di uno ione stabile in composti di tipo salino, quali (NS2)SbCl6, (NS2)AsF6, (NS2)AlCl4 ed altri.

## Sintesi
Fu sintetizzato per la prima volta da Ronald Gillespie e collaboratori come sale dell'anione esafluoroantimoniato, (NS2)SbCl6.
S7NH + BCl3 {\displaystyle {\xrightarrow {SO_{2},\;-196/-48\,^{o}\!C,\;-HCl}}}  S7NBCl2
S7NBCl2 + SbCl5 {\displaystyle {\xrightarrow {SO_{2},\;-48\;^{o}\!C,\;-S_{8}}}}  (S2N)SbCl6
Metodi di sintesi più recenti del ditionitronio sono schematizzabili come segue:
3/8 S8 + S3N3Cl3 + 3 AgSbF6   →   3 (S2N)SbF6 + 3 AgCl
1/8 S8 + [S3N2Cl]Cl + 2 AgSbF6   →   2 (S2N)SbF6 + 2 AgCl

## Proprietà e struttura
Il catione ditionitronio è uno ione molecolare triatomico lineare, con simmetria molecolare D∞h. Lo ione è descritto come un ibrido di risonanza tra tre forme limite principali in cui tutti gli atomi hanno l'ottetto:
S=N+=S   ↔   −S−N+≡S+   ↔   +S≡N+−S−
In tutte e tre queste forme l'atomo di azoto porta su di sé una carica positiva formale, mentre ciascun atomo di zolfo solo una volta su tre. Tuttavia, le cariche parziali stimate da calcoli semiempirici sono q(N) ≈ -0,33 e e q(S) ≈ +0,67 e. A tal proposito, ed anche tenendo conto del fatto che N è più elettronegativo di S (3,04 > 2,58), sono state suggerite altre due forme di risonanza con S positivo e privo dell'ottetto:
+S−N=S   ↔   S=N−S+
Calcoli quantomeccanici a livello MPW1PW91/6-31G(d) confermano che la carica sullo zolfo è positiva e la pongono pari a q(S) ≈ +0,86 e, il che comporta che q(N) ≈ -0,72 e.

### Struttura cristallina
Di questo catione sono stati ottenuti i composti salini con i controioni SbF6−, SbCl6−, AsF6− e AlCl4−, FeCl4−, CF3SO3−.
L'esafluoroantimoniato di ditionitronio a temperatura ambiente è un solido giallo chiaro avente densità di 3,019 g/cm³; si può ottenere in forma cristallina per lenta evaporazione di una sua soluzione in anidride solforosa liquida. In tal modo, NS2SbF6 cristallizza nel sistema monoclino, gruppo spaziale C2/m con a = 974,0(2) pm, b = 664,4(2) pm, c = 533,4(1) pm, β = 90,58(2)°; la cella elementare contiene 2 unità formula. La sua entalpia di formazione standard stimata è ΔHƒ° = -1.566 ± 24 kJ/mol.
La distanza N-S risulta pari a 148,74 pm. Quella nell'analogo composto con l'esafluoroarseniato (NS2AsF6), che è isomorfo, è praticamente uguale, 148,0 pm.

## Analoghi
Si conoscono diversi cationi contenenti sia azoto che zolfo. Il più importante è il tionitrosonio (NS+) analogo solforato del nitrosonio, ma se ne conoscono altri più esotici quali S3N2+, S4N42+, S5N5+, S6N42+, (S2N2)2N+ e diversi analoghi contenenti selenio come SeS2N2+, Se2SN22+ e Se3N22+.